# Літня ніч у Барселоні (2013)
«Літня ніч у Барселоні» (кат. Barcelona, nit d'estiu) — романтична кінокомедія каталонського режисера Дані де ла Ордена, що вийшла в 2013 році. Сценарій фільму навіяний піснею актора і музиканта Жоана Дауза — «Я ніколи не» (Jo mai mai).

## Сюжет
Шість любовних історій переплелися в ніч 18 серпня 2013 року, коли комета Роуз перетнула небо Барселони. Це унікальне явище повториться тільки через декілька століть. Джоан організував вечерю для своїх друзів. Серед них Клара і Гектор, у яких щойно народилася дівчинка. Тут також Юдіт, в яку Джоан завжди був закоханий, та її чоловік Тоні. Гійем переживає свою першу любов до Сари, яка впевнена, що сьогодні настане кінець світу. Розер уже рік зустрічається з Рікардо, але тут вона раптом зустрічає Альберта, свого колишнього. Тимчасом, Лаура і Карлос готові стати батьками. Джарді запропонували контракт у команді «Барселона» і він повинен переосмислити таємні відносини зі своїм партнером Марком. Оріолtds і Адріанові подобається одна і та ж дівчина Катерина.

## Ролі виконують
- Франсиск Коломер — Гійем
- Ян Корнет — Гектор
- Жоан Дауза[ca] — Джоан
- Мар-дель-Ойо — Розер
- Лаура Діаз — Анна
- Мікі Еспарбе — Карлос
- Сара Еспігул — Юдіт
- Луїс Фернандес — Марк
- Марк Гарсія Коте — Альберт

## Нагороди
- 2014 Премія Гауді
  - за найкращу музику до фільму — Жоан Дауза[ca]